# شهادة حلال (أستراليا)

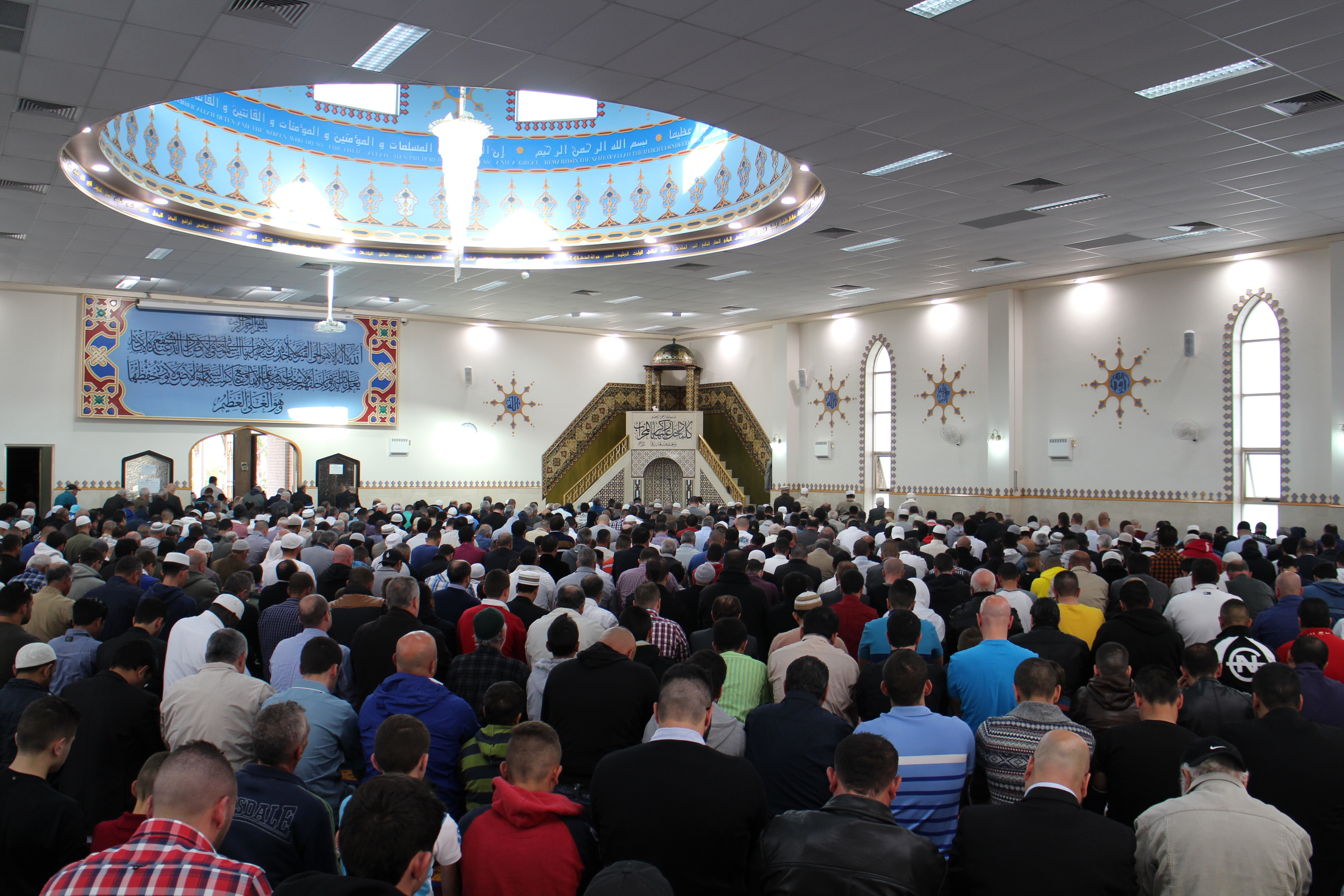

شهادة حلال في أستراليا بدأت في عام 1974. بدأت من قبل الاتحاد الأسترالي للمجالس الإسلامية في بداية الأمر، وذلك من قبل وفد من المملكة العربية السعودية في عام 1974، باعتباره السلطة الوحيدة في أستراليا للمصادقة على أن اللحوم قد ذُبحت وفقًا للشعائر الإسلامية" للمسلمين في أستراليا.
تعني كلمة "حلال" أي المسموح به في اللغة العربية، وتشير إلى المواد الغذائية المسموح باستهلاكها بموجب الشريعة الإسلامية، بينما يشير "الحرام" (أي غير الشرعي) إلى أي مادة لا يُسمح بتناولها. طبقًا لمجلس الغذاء والبقالة الأسترالي، يجب أن تكون الأطعمة الحلال "خالية من أي مادة مأخوذة أو مستخرجة من حيوان حرام أو مكون من أي نوع من لحوم الخنازير والكلاب والحيوانات الآكلة اللحوم والحيوانات التي لا يتم ذبحها وفقًا للطريقة الإسلامية أو معالجتها أو تصنيعها أو تخزينها باستخدام أدوات تنظيفها وفقًا للشريعة الإسلامية (على سبيل المثال لم يتم تنظيفها بالكحول)، وتكون خالية من ملامسة مادة حرام أو تكون قريبة منها، أثناء التحضير والتصنيع والتجهيز والتخزين (مثل الدم والكحول والنباتات السامة والتسمم والحشرات مثل الديدان والصراصير).
ليس للحكومة الأسترالية دور رسمي في تصنيف الأغذية الحلال للاستهلاك المحلي.
تُعد البضائع الحلال جزءًا من الروابط التجارية بين أستراليا وعدة دول إسلامية، لا سيما دول الشرق الأوسط. زادت صادرات اللحوم الحلال ومنتجات اللحوم إلى الشرق الأوسط وجنوب شرق آسيا بشكل كبير منذ السبعينيات وما بعدها. كان هذا التوسع يرجع جزئيًا إلى الجهود التي بذلها الاتحاد الأسترالي للمجالس الإسلامية. الشهادة تنطوي على كل من التكاليف والقيود، وهي ضرورية للوصول إلى سوق التصدير. وزارة الزراعة الفيدرالية توافق على شهادة الغذاء الحلال للتصدير إلى الدول الإسلامية.